# Sürpriz
Sürpriz er en tysk musikgruppe, som består af medlemmer af det tyrkiske mindretal i Tyskland, og dermed spiller popmusik med tyrkiske elementer. De repræsenterede Tyskland ved Eurovision Song Contest 1999 med Ralph Siegel-kompositionen "Reise nach Jerusalem – Kudüs’e seyahat", som fik en 3. plads. 
Det var egentlig  Corinna May med sangen "Hör den Kindern einfach zu" der vandt repræsentationen  i 1999,  men 4 dage før konkurrencen fandt man ud af at sangen var blevet udgivet i 1997 af en anden artist, og derfor blev sangen diskvalificeret og derfor gik retten til at repræsentere Tyskland i stedet til Sürpriz.
| Efterfulgte: Guildo Horn med Guildo hat euch lieb! | Tyskland i Eurovision Song Contest 1999 | Efterfulgtes af: Stefan Raab med Wadde hadde dudde da? |